# 亨德森 (伊利諾伊州馬庫平縣)
亨德森（英語：Henderson）是位於美國伊利諾伊州馬庫平縣的一個非建制地區。該地的面積和人口皆未知。

## 地理
亨德森的座標為39°09′21″N 89°47′43″W / 39.15583°N 89.79528°W，而該地的平均海拔高度為204米（即669英尺）。